# 2.ª etapa do Giro d'Italia de 2017
A 2ª etapa do Giro d'Italia de 2017 teve lugar em 6 de maio de 2017 entre Olbia e Tortolí sobre um percurso de 221 km.

## Classificação da etapa
| \| Classificação por etapas \| Classificação por etapas \| Classificação por etapas \| Classificação por etapas \| Classificação por etapas \| \| Ciclista \| Ciclista \| Equipe \| Tempo \| \| \| ------------------------ \| ------------------------ \| ------------------------ \| ------------------------ \| ------------------------ \| \| 1. \| André Greipel \| Lotto-Soudal \| 6h05m18s \| \| \| 2. \| Roberto Ferrari \| UAE Team Emirates \| + 0s \| \| \| 3. \| Jasper Stuyven \| Trek-Segafredo \| + 0s \| \| \| 4. \| Fernando Gaviria \| Quick-Step Floors \| + 0s \| \| \| 5. \| Kristian Sbaragli \| Dimension Data \| + 0s \| \| \| 6. \| Enrico Battaglin \| LottoNL-Jumbo \| + 0s \| \| \| 7. \| Ryan Gibbons \| Dimension Data \| + 0s \| \| \| 8. \| Geraint Thomas \| Team Sky \| + 0s \| \| \| 9. \| Caleb Ewan \| Orica-Scott \| + 0s \| \| \| 10. \| Rui Costa \| UAE Team Emirates \| + 0s \| \| |                   |                   |          |
| |                   |                   |          |
| Fonte: ProCyclingStats |                   |                   |          |
| Classificação por etapas |                   |                   |          |
| Ciclista | Ciclista          | Equipe            | Tempo    |
| 1. | André Greipel     | Lotto-Soudal      | 6h05m18s |
| 2. | Roberto Ferrari   | UAE Team Emirates | + 0s     |
| 3. | Jasper Stuyven    | Trek-Segafredo    | + 0s     |
| 4. | Fernando Gaviria  | Quick-Step Floors | + 0s     |
| 5. | Kristian Sbaragli | Dimension Data    | + 0s     |
| 6. | Enrico Battaglin  | LottoNL-Jumbo     | + 0s     |
| 7. | Ryan Gibbons      | Dimension Data    | + 0s     |
| 8. | Geraint Thomas    | Team Sky          | + 0s     |
| 9. | Caleb Ewan        | Orica-Scott       | + 0s     |
| 10. | Rui Costa         | UAE Team Emirates | + 0s     |

## Classificações ao final da etapa

### Classificação geral
| \| Classificação geral \| Classificação geral \| Classificação geral \| Classificação geral \| Classificação geral \| \| Ciclista \| Ciclista \| Equipe \| Tempo \| \| \| ------------------- \| ------------------- \| ------------------- \| ------------------- \| ------------------- \| \| 1. \| André Greipel \| Lotto-Soudal \| 11h18m39s \| \| \| 2. \| Lukas Pöstlberger \| Bora-Hansgrohe \| + 4s \| \| \| 3. \| Caleb Ewan \| Orica-Scott \| + 8s \| \| \| 4. \| Roberto Ferrari \| UAE Team Emirates \| + 8s \| \| \| 5. \| Jasper Stuyven \| Trek-Segafredo \| + 10s \| \| \| 6. \| Pavel Brutt \| Gazprom-RusVelo \| + 12s \| \| \| 7. \| Kristian Sbaragli \| Dimension Data \| + 14s \| \| \| 8. \| Ryan Gibbons \| Dimension Data \| + 14s \| \| \| 9. \| Fernando Gaviria \| Quick-Step Floors \| + 14s \| \| \| 10. \| Enrico Battaglin \| LottoNL-Jumbo \| + 14s \| \| |                   |                   |           |
| |                   |                   |           |
| Fonte: ProCyclingStats |                   |                   |           |
| Classificação geral |                   |                   |           |
| Ciclista | Ciclista          | Equipe            | Tempo     |
| 1. | André Greipel     | Lotto-Soudal      | 11h18m39s |
| 2. | Lukas Pöstlberger | Bora-Hansgrohe    | + 4s      |
| 3. | Caleb Ewan        | Orica-Scott       | + 8s      |
| 4. | Roberto Ferrari   | UAE Team Emirates | + 8s      |
| 5. | Jasper Stuyven    | Trek-Segafredo    | + 10s     |
| 6. | Pavel Brutt       | Gazprom-RusVelo   | + 12s     |
| 7. | Kristian Sbaragli | Dimension Data    | + 14s     |
| 8. | Ryan Gibbons      | Dimension Data    | + 14s     |
| 9. | Fernando Gaviria  | Quick-Step Floors | + 14s     |
| 10. | Enrico Battaglin  | LottoNL-Jumbo     | + 14s     |

### Classificação por pontos
| Classificação por pontos | Classificação por pontos | Classificação por pontos      | Classificação por pontos | Classificação por pontos |
| Ciclista                 | Ciclista                 | Equipe                        | Pontos                   |                          |
| ------------------------ | ------------------------ | ----------------------------- | ------------------------ | ------------------------ |
| 1.                       | André Greipel            | Lotto-Soudal                  | 75 pts                   |                          |
| 2.                       | Daniel Teklehaimanot     | Dimension Data                | 72 pts                   |                          |
| 3.                       | Lukas Pöstlberger        | Bora-Hansgrohe                | 51 pts                   |                          |
| 4.                       | Caleb Ewan               | Orica-Scott                   | 42 pts                   |                          |
| 5.                       | Kristian Sbaragli        | Dimension Data                | 38 pts                   |                          |
| 6.                       | Roberto Ferrari          | UAE Team Emirates             | 35 pts                   |                          |
| 7.                       | Jasper Stuyven           | Trek-Segafredo                | 35 pts                   |                          |
| 8.                       | Eugert Zhupa             | Wilier Triestina-Selle Italia | 28 pts                   |                          |
| 9.                       | Fernando Gaviria         | Quick-Step Floors             | 22 pts                   |                          |
| 10.                      | Ilia Koshevoy            | Wilier Triestina-Selle Italia | 20 pts                   |                          |

#### Classificação por tempo
| Classificação por equipes | Classificação por equipes | Classificação por equipes | Classificação por equipes |
| Equipe                    | Equipe                    | Tempo                     |                           |
| ------------------------- | ------------------------- | ------------------------- | ------------------------- |
| 1.                        | Orica-Scott               | 33h56m39s                 |                           |
| 2.                        | Bora-Hansgrohe            | + 0s                      |                           |
| 3.                        | UAE Team Emirates         | + 0s                      |                           |
| 4.                        | Trek-Segafredo            | + 0s                      |                           |
| 5.                        | Quick-Step Floors         | + 0s                      |                           |
| 6.                        | Dimension Data            | + 0s                      |                           |
| 7.                        | Sky                       | + 0s                      |                           |
| 8.                        | Team Sunweb               | + 0s                      |                           |
| 9.                        | Bahrain-Merida            | + 0s                      |                           |
| 10.                       | Movistar Team             | + 0s                      |                           |

#### Classificação por pontos
| Classificação por equipes | Classificação por equipes     | Classificação por equipes | Classificação por equipes |
| Equipe                    | Equipe                        | Pontos                    |                           |
| ------------------------- | ----------------------------- | ------------------------- | ------------------------- |
| 1.                        | Lotto-Soudal                  | 75 pts                    |                           |
| 2.                        | Dimension Data                | 73 pts                    |                           |
| 3.                        | Bora-Hansgrohe                | 66 pts                    |                           |
| 4.                        | UAE Team Emirates             | 55 pts                    |                           |
| 5.                        | Trek-Segafredo                | 53 pts                    |                           |
| 6.                        | Orica-Scott                   | 42 pts                    |                           |
| 7.                        | Quick-Step Floors             | 25 pts                    |                           |
| 8.                        | Wilier Triestina-Selle Italia | 19 pts                    |                           |
| 9.                        | Lotto NL-Jumbo                | 15 pts                    |                           |
| 10.                       | Gazprom-RusVelo               | 11 pts                    |                           |